# Comissão Provisória de Estudos Constitucionais
A Comissão Provisória de Estudos Constitucionais, também conhecida por Comissão Affonso Arinos, por ter Afonso Arinos de Melo Franco como seu presidente, foi um grupo de juristas e estudiosos das mais diversas áreas, encarregado de elaborar um anteprojeto de constituição para ser submetido à Assembleia Constituinte que elaborou a Constituição de 1988.
Composta por 50 membros, a comissão foi convocada pelo Presidente José Sarney por meio do Decreto nº 91.450, de 18 de julho de 1985, e concluiu seus trabalhos em 18 de setembro de 1986. Todavia, o Anteprojeto Constitucional preparado pela comissão não foi enviado pelo Presidente Sarney à Assembleia Nacional Constituinte. Esta, por sua vez, preferiu não apreciar um anteprojeto, decidindo redigir o texto constitucional a partir de propostas apresentadas por suas próprias comissões e subcomissões.
Embora o anteprojeto da Comissão Afonso Arinos não tenha sido formalmente adotado no processo de elaboração da Constituição de 1988, exerceu grande influência sobre o trabalho dos constituintes.

## Membros
- Afonso Arinos de Melo Franco (Presidente)
- Alberto Venâncio Filho
- Alexandre José Barbosa Lima Sobrinho
- Antônio Ermírio de Moraes
- Bolívar Lamounier
- Cândido Antônio Mendes de Almeida
- Célio Borja (impedido de participar por ter sido nomeado para o STF)
- Celso Monteiro Furtado
- Cláudio Pacheco
- Cláudio Penna Lacombe
- Clóvis Ferro Costa
- Cristovam Ricardo Cavalcanti Buarque
- Edgar de Godói da Mata-Machado
- Eduardo Mattos Portella
- Evaristo de Moraes Filho
- Fajardo José de Pereira Faria
- Padre Fernando Bastos de Ávila
- Floriza Verucci
- Gilberto de Ulhoa Canto
- Gilberto Freyre
- Guilhermino Cunha
- Hélio Jaguaribe
- Hélio Santos
- Hilton Ribeiro da Rocha
- João Pedro Gouvea Vieira
- Joaquim de Arruda Falcão Neto
- Jorge Amado
- Josaphat Ramos Marinho
- José Afonso da Silva
- José Alberto de Assumpção
- José Francisco da Silva
- José do Rego Barros Meira de Araújo
- José Paulo Sepúlveda Pertence
- José Saulo Ramos
- Laerte Ramos Vieira
- Luís Eulálio de Bueno Vidigal Filho
- Luís Pinto Ferreira
- Mário de Souza Martins
- Mauro Santayana (Secretário executivo)
- Miguel Reale
- Miguel Reale Júnior
- Ney Prado (Secretário geral)
- Odilon Ribeiro Coutinho
- Orlando Magalhães Carvalho
- Paulo Brossard de Souza Pinto
- Raphael de Almeida Magalhães
- Raul Machado Horta
- Rosah Russomano
- Sérgio Franklin Quintella
- Walter Barelli